# Kandake of the Sudanese Revolution
It’s going to be a phenomenon. New York Times. (Registrierung erforderlich)

Link zum Bild

Kandake of the Sudanese Revolution (auch: Woman in White, Lady Liberty of the Sudanese Revolution; arabisch كنداكة الثورة السودانية, dt.: „Kandake der sudanesischen Revolution“, „Frau in Weiß“, „Freiheitsstatue der sudanesischen Revolution“) ist eine Fotografie von Alaa Salah, einer 22-jährigen Studentin, die am 8. April 2019, auf dem Dach eines Autos stehend und gekleidet in Weiß und Gold, eine Menschenmenge bei Protestgesängen während der Proteste gegen die Sudanesische Regierung anleitet. Die Fotografie wurde von der Aktivistin Lana Haroun mit einem Smartphone aufgenommen und erlangte weltweite mediale Aufmerksamkeit. Es wurde im April 2019 zu einem Internetphänomen und wurde von verschiedenen Medienorganisationen als ikonisch beschriebe, weil es die Beteiligung von Frauen in der Revolution zeigt. Die Anführerin werden nach der legendären Königin auch als Kandakas bezeichnet.

## Hintergrund
Seit Dezember 2018 ereignete sich eine Reihe von Protesten gegen Präsident Omar al-Bashir. Die Demonstranten forderten wirtschaftliche Reformen und den Rücktritt des Präsidenten. Ein Ausnahmezustand wurde im Februar 2019 erklärt; am 6. und 7. April kam es jedoch trotzdem zu den größten Demonstrationen. Als sich die Proteste fortsetzten, trat ab dem 10. April die Armee zum Schutz von Demonstranten vor Sicherheitskräften auf. Schließlich führten die Proteste zur militärischen Absetzung von al-Bashir und es wurde ein Übergangsrat (transitional council) eingesetzt unter der Führung von Ahmed Awad Ibn Auf. Dieser Schritt wurde von den Demonstranten, die einen zivilen Übergangsrat forderten, als Führungswechsel innerhalb desselben Regimes angesehen.
Am 6. April rief die Sudanese Professionals Association (تجمع المهنيين السودانيين) zu einem Marsch zum Militärhauptquartier in Khartum auf. Hunderttausende Menschen protestierten und versammelten sich am Hauptquartier, wo der Geheimdienst (جهاز المخابرات العامة) und das Militär in ihren Loyalitäten gespalten zu sein schienen. Einige Sicherheitskräfte versuchten, die Demonstranten anzugreifen, während das Militär sich auf die Seite der Demonstranten stellte und auf die Sicherheitskräfte schoss. Am folgenden Sonntag wurden die  Sozialen Medien blockiert und die Energieversorgung wurde abgeschaltet. Demonstranten begannen einen Sitzstreik am Militärhauptquartier in Khartum, welcher eine Woche lang bis zum Khartum-Massaker am 3. Juni anhielt.

## Aufnahme
Am Morgen des 8. April kam es im Hauptquartier zu einem Aufeinandertreffen von Armee und Einheiten des Geheimdienstes. Am Wochenende gab es in Khartum 6 Tote, 57 Verletzte und 2.500 Festnahmen. Die Polizei wurde angewiesen, nicht einzugreifen.  „Jeden Tag war ich dort und habe Fotos gemacht“ („Every day I was there, capturing photos“) erinnert sich Haroun. „Es fühlte sich an wie die Geschichte selbst“ („It felt like history itself“).
Am selben Tag machte Lana Haroun vier Bilder mit ihrem Smartphone (Huawei Mate 10, back camera, HDR), von einer zunächst unbekannten Frau, die in einem weißen Thawb auf dem Dach eines Autos stand. Sie hielt dort Reden und sang mit anderen Frauen in ihrem Umfeld während eines Sit-in in der Nähe des Militärhauptquartiers und des Präsidentenpalast von Khartum. Die Frau rezitierte eine Gedichtzeile von dem sudanesischen Dichter, Azhari Mohamed Ali „Die Kugel tötet nicht. Was tötet, ist das Schweigen der Menschen“ („The bullet doesn’t kill. What kills is the silence of people“). Die Strophe war ein bekannter Slogan der Demonstranten aus den Protesten 2018–2019 und schon früher in den Protesten 2011–2013. Haroun teilte das Bild im Internet.

### Reaktionen
Salahs weißes Gewand, ein traditioneller sudanesischer Thawb, ähnelt der Kleidung sudanesischer Demonstrantinnen gegen frühere Diktaturen, sowie den protestierenden Studentinnen, die nach den alten nubischen Königinnen „Kandake“ genannt wurden. Ihre goldenen Ohrringe sind traditioneller Hochzeitsschmuck. Das Bild wurde als Symbol des Stolzes des sudanesischen Volkes auf seine Kultur und Identität gesehen. Nesrine Malik vom The Guardian schreibt, das Bild finge die Energie und Entschlossenheit des sudanesischen Volkes ein, das politischen Wandel und soziale Gerechtigkeit forderte. Kommentatoren bezeichneten diese Pose als „Das Bild der Revolution“ („the image of the revolution“). Es wurde betitelt als Kandake of the Sudanese Revolution, Woman in White, oder als Lady Liberty of the Sudanese Revolution.
Lana Haroun berichtet es habe einen Mangel an globaler Aufmerksamkeit für die Ereignisse im Sudan gegeben, aber nachdem ihr Bild Anklang fand, schien es, als ob sich die Aufmerksamkeit der Welt plötzlich verlagert hätte und Menschen aus aller Welt begannen, die Situation im Sudan zur Kenntnis zu nehmen.
Das Bild wurde zu einem Symbol der sudanesischen Revolution und zu einer Darstellung der Führungsrolle von Frauen in sozialen Bewegungen. Salah, damals eine 22-jährige Studentin der Ingenieurwissenschaften und Architektur, ist zu einem Symbol der Führungsrolle von Frauen bei den Protesten und zu einem Vorbild für junge sudanesische Frauen geworden. In ihrem ersten Interview, nachdem das Bild viral wurde, sprach sie über die Bedeutung der Beteiligung von Frauen an den Protesten und ihre Rolle bei der Gestaltung der Zukunft des Sudan, wobei einige Schätzungen behaupten, dass bis zu 70 Prozent der Demonstranten Frauen waren. Das Bild hat auch eine Welle feministischer und frauenrechtlicher Aktivitäten im Sudan ausgelöst, wobei viele Frauen auf die Straße gingen und soziale Medien nutzten, um ihre Forderungen nach Gleichberechtigung und Repräsentation zu äußern. Hala Al-Karib, eine sudanesische Frauenrechtsaktivistin, sagte: „Es ist ein Symbol für die Identität einer berufstätigen Frau – einer sudanesischen Frau, die zu allem fähig ist, aber dennoch ihre Kultur schätzt.“
Eine Liste des Guardian führt Alaa Salahs ikonisches Foto unter den 48 Protestfotos, „die die Welt verändert haben“ („that changed the world“). Die Symbolik des Fotos inspirierte auch viele sudanesische Künstler.

## Nachwirkungen

### Sudanesische Revolution
Der Sitzstreik vor dem Militärhauptquartier in Khartum wurde am 3. Juni 2019 gewaltsam beendet. Die Streitkräfte des sudanesischen Übergangsmilitärrats unter Führung der Rapid Support Forces (RSF) setzten schweres Gewehrfeuer und Tränengas ein, um den Sitzstreik der Demonstranten aufzulösen. Dabei wurden 112 Demonstranten getötet und über 700 verletzt. Das Khartum-Massaker führte aufgrund der Kampagne #BlueforSudan und der Forderungen der internationalen Gemeinschaft nach Gerechtigkeit zu weit verbreiteter nationaler und internationaler Verurteilung. Nach dem Massaker gingen die Proteste in ganz Sudan weiter, was schließlich zu Verhandlungen zwischen dem Übergangsmilitärrat und zivilen Vertretern und im August 2019 zur Unterzeichnung eines Machtteilungsabkommens führte, das einen gemeinsamen zivil-militärischen Souveränen Rat und eine zivil geführte Regierung einsetzte.

### Alaa Salah
Alaa Salah (arabisch آلاء صلاح, Sudanesisch-Arabisch: ʔaːˈlaːʔ sˤɑˈlaːħ, geb. 9. März 1997), war zum Zeitpunkt der Aufnahme des Fotos 22 Jahre alt und studierte Ingenieurwissenschaften und Architektur an der Sudan International University in Khartum. Durch das Foto erlangte sie weltweite Medienaufmerksamkeit und wurde als Ikone der sudanesischen Revolution bezeichnet. Salah wurde zu Interviews eingeladen, um über die Revolution, das Foto und ihre Erfahrungen zu sprechen. Salah schrieb gemeinsam mit Martin Roux das Buch The Song of Revolt – The Sudanese Uprising Telled by his Icon. (französisch Le chant de la révolte: le soulèvement soudanais raconté par son icône).
Als Mitglied von MANSAM (Women of Sudanese Civic and Political Groups, مانسام), einem der wichtigsten sudanesischen Frauennetzwerke, welche die Erklärung „Kräfte der Freiheit und des Wandels“ (قوى إعلان الحرية والتغيير) vom 1. Januar 2019 unterzeichnet haben, wurde Salah später eingeladen, bei der Sitzung des Sicherheitsrats der Vereinten Nationen am 29. Oktober 2019 eine Rede zu halten. In ihrer Rede bestand sie auf einer gleichberechtigten Vertretung von Frauen in den sudanesischen Übergangsinstitutionen.
Im Jahr 2023 erhielt Salah den Hillary Rodham Clinton Award 2023 von Hillary Clinton und dem Georgetown Institute for Women, Peace and Security.

### Lana Haroun
Lana H. Haroun (arabisch لانا هارون), eine Musikerin und Fotografin, die zum Zeitpunkt der Aufnahme des Fotos 34 Jahre alt war, wurde durch die Aufnahme des Fotos ebenfalls bekannt. Lana Harouns Followerzahl stieg auf Tausende, und ihr Foto wurde von Tausenden geteilt, während Kommentare von verschiedenen Seiten eingingen, die sie um Erlaubnis baten, das Bild zu veröffentlichen, und ihre Bewunderung für das Foto zum Ausdruck brachten. In einem Interview drückte Lana Haroun ihre Verständnis der Fotografie als integralen Bestandteil ihres Aktivismus aus. Haroun erklärte: „Es geht nicht um das Foto ... es geht um das sudanesische Volk und die aktuelle Situation im Sudan“ („It is not about the photo ... it is about Sudanese people and Sudan’s situation now“), und das Foto fing die Essenz der sudanesischen Revolution ein und hob die Emotionen, Entschlossenheit und Hoffnung der Demonstranten durch ihre Linse hervor.